# محمد الرافع
محمد الرافع (المعروف أيضًا باسم ضياء الدين أبو الفتح المكي أو الملا رافع) كان مؤرخًا داغستانيًّا في العصر الذهبي للإسلام عاش في النصف الثاني من القرن الثالث عشر. وهو المؤلف الرئيس للسجل التاريخي "تاريخ داغستان" الذي كُتب بين عامي 1312-1313. والذي اكتمل وأخذ شكله النهائي في القرن السابع عشر.

## تاريخ داغستان
يتضمن تاريخ داغستان عدة نصوص كُتبت في أزمنة مختلفة. إن الجزء الأقدم من كتاب تاريخ داغستان هو بدايته، وهي قصة عن أراضي الوثنيين الآفار، وعن دولة خانية الآفار المسلمة وعظمة سلاطين أرض الآفار، المعروفة في الأدب الجغرافي والتاريخي العربي في القرنين التاسع والعاشر باسم سرير.
يُعد "تاريخ داغستان" أيضًا مجموعة من القصص التاريخية التي تتعلق بفترات زمنية مختلفة، وتحتوي كذلك على عدد من الروايات الأسطورية. يمكن تمييز أربعة اتجاهات سردية مستقلة في هيكل السجل التاريخي: مصير الوثنية وحكام منطقة الأفار (سرير)، إسلام سكان داغستان وتبجيلهم للإسلام؛ كفاح الداغستانيين ضد الغزو المغولي لأوروبا، الإقطاعية في داغستان وحكام الشمخال [الإنجليزية] في القرن الرابع عشر.
بدأ كتابة هذا العمل في وقت أبكر بكثير من حياة هذا المؤلف، ربما بين عامي 318-930 م. اقترح فلاديمير مينورسكي تأريخ العمل إلى القرن الثالث عشر، وهو ما وافق عليه المتخصص السوفيتي في القوقاز ليونيد لافروف.
حاليًا، هناك أكثر من 40 نسخة معروفة من كتاب تاريخ داغستان في نسخ تعود للقرنين الثامن عشر وأوائل القرن العشرين. جميع نصوص الكتاب، مكتوبة باللغة العربية، والكتاب كانوا من أصل داغستاني.
ومن الجدير بالذكر أن القائمة رقم 38 استخدمها عباس غول باكيخانوف في مخطوطة غولستان إرام. ومع ذلك، فهو نفسه يلاحظ أنه في مخطوطة عام 1030 هـ (1620)، اُستُخدِمت مقتطفات من قصة كتبها محمد رافع في عام 712 هـ (1312) وملاحظات قديمة من مقالة جُمعت في عام 318 هـ (930).
وكتب فلاديمير مينورسكي أيضًا معلقًا على بعض أجزاء الكتاب: «هذه مجموعة من الأساطير المحلية حول بعض أحفاد أعمام النبي، الذين يُزعم أنهم هاجروا إلى داغستان من سوريا هربًا من الأمويين».